# Чалушич, Матея
Матея Чалушич (словен. Mateja Čalušić; род. 5 сентября 1987, Копер) — словенский политический и государственный деятель. Член зелёной партии «Движение „Свобода“». Министр сельского хозяйства, лесного хозяйства и продовольствия Словении с 12 января 2024 года. Депутат Государственного собрания Словении.

## Биография
Родилась 5 сентября 1987 года в Копере в Югославии (СФРЮ).
Окончила биотехнический факультет Люблянского университета. В 2012 году защитила дипломную работу «Урожайность оливы (Olea europaea L.) сорта Istrska belica на привитых саженцах и на собственных корнях» (Pridelek oljke (Olea europaea L.) sorte 'Istrska belica' na cepljenih sadikah in na lastnih koreninah). В 2013 году там же прошла обучение на консультанта по фитофармацевтическим средствам.
С 2015 по 2022 год она была администратором и менеджером бара. В 2019 году прошла курсы сомелье.
Также с 2017 по 2022 год работала консультантом по средствам защиты растений. 
По результатам выборов 24 апреля 2022 года избрана депутатом Государственного собрания — однопалатного парламента Словении от партии «Движение „Свобода“». В избирательном округе Копер 2 получила 7466 (43,32%) голосов. Была заместителем председателя комитета по сельскому хозяйству, лесному хозяйству и продовольствию.
4 января 2024 года премьер-министр Роберт Голоб предложил её кандидатуру на должность министра сельского хозяйства, лесного хозяйства и продовольствия в правительстве Словении. 10 января Матея Чалушич успешно прошла слушания в комитете по сельскому хозяйству, лесному хозяйству и продовольствию. 12 января за её утверждение проголосовали 45 депутатов Государственного собрания, против — 29. В тот же день приведена к присяге. Сменила министра обороны Марьяна Шареца, который временно возглавлял Министерство после отстранения от должности Ирены Шинко 13 октября 2023 года.